# Proisy
Proisy é uma comuna francesa na região administrativa de Altos da França, no departamento de Aisne. Estende-se por uma área de 5,2 km². Em 2010 a comuna tinha 347 habitantes (densidade: 66,7 hab./km²).